# Järnvägsolyckan i Emu Plains
Järnvägsolyckan i Emu Plains inträffade cirka klockan 23.10 den 30 januari 1878 i Emu Plains i New South Wales i Australien då två godståg frontalkrockade. Tre personer omkom och ytterligare två skadades svårt. Sett till antalet förolyckade var olyckan den värsta dittills i New South Wales. Före dess hade den värsta olyckan i New South Wales inträffat i Haslem's Creek 1858 där två miste livet. I den påföljande rättegången mot ett av tågens tågmästare dömdes han till två års fängelse och straffarbete.
Året före olyckan hade ett nytt regelverk tagits i bruk för att förhindra krock mellan tåg. Efter ett tillbud till en frontalkrock i Bathurst november 1877, där en anställd med trafikansvar åtlöd det förra regelverket och en annan det nya regelverket, och med bakgrund av tvister mellan några högt uppsatta järnvägsmän, togs det gamla regelverket åter i bruk. Ytterligare ett tillbud till frontalkrock skedde en månad senare i Jerrawa utan att det fanns anledning att ändra på reglerna. Till följd av ett regeringsskifte senare samma månad byttes ledningen för järnvägsväsendet ut och nya regelböcker började tryckas januari 1878. Vid tiden för olyckan hade dessa nya regler inte trätt i kraft än då det väntades godkännande från regeringen.

## Bakgrund

### Regelverken (1861–1877)
Regelverket från 1869, som byggde till stor del på regelverket från 1861, var fortfarande i bruk när Donald Vernon befordrades till trafikansvarig oktober 1873. Vernon skrev i februari 1874 till järnvägsministern vädjande till denne att söka hos järnvägskommissarien, John Rae, tillstånd om att införa säkrare säkerhetssystem på dubbelspåriga banor. Rae sökte råd hos chefsingenjör John Whitton som i sin tur sökte råd hos sitt biträde, William Mason, som visade sig vara fientligt inställd till Vernon och avslog förslaget. Vernon vände sig till Rae igen i december 1875 och med stöd från telegrafansvarige, som skulle stå för systemets teknik, fick stöd hos Rae. Systemet kom inte att införas förrän 1879.
Säkerhetssystemet på enkelspåriga bansträckor bekymrade Vernon och i januari 1877 skrev han till Rae och uttrycke sin oro. Vernon yrkade på ett "mer perfekt trafikledningssystem för våra enkelspåriga banor" och trodde att det var "okänt för drift på en enkelspårig järnväg att ske utan ett system såsom staff and ticket, eller telegrafsystem". Vidare menade han att när han hade tagit fram ett regelverk för att införa staff och ticket hade han mötts av motstånd från Mason som då ansvarade för signaler. I februari samma år utfärdade Vernon ett nytt regelverk där working orders (ungefär driftsföreskrifter) ingick. Dessa erfordrade att när det fanns en fungerande telegrafförbindelse mellan två intilliggande stationer måste det bekräftas att banan var fri från trafik innan ett tåg fick trafikera sträckan. I fall där telegrafen var ur bruk skulle tågen avgå i den i tidtabellen angivna ordningen.

### Tillbudet i Bathurst (november 1877)

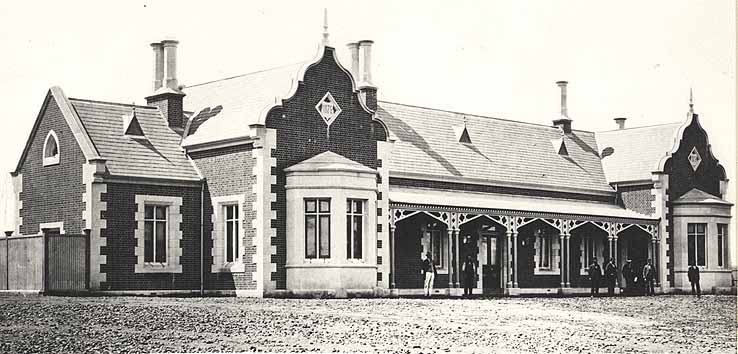
Järnvägsstationen i Bathurst cirka 1876.

Den 5 november 1877 drabbades telegrafen mellan Kelso och Bathurst, på Main Western Railway (New South Wales västra stambana), av ett fel. I Bathurst väntade ett persontåg mot Sydney på sin avgångstid, klockan 10.09, medan två godståg i motsatt riktning befann sig i Kelso. Enligt tidtabellen skulle det första av godstågen ha avgått från Kelso klockan 8 och mött persontåget i Georges Plains. När det första godståget ankom till Kelso klockan 10.05 lät stinsen Pass tåget fortsätta mot Bathurst i enlighet med gällande regelverk. Stinsen i Bathurst, Higgs, följde regelverket från 1869 som gav företräde till persontåg och lät därmed persontåget köra ut mot Kelso. När persontågets förare såg godståget backade han sitt tåg tillbaka Bathurst.
Veron befann sig vid tillbudstillfället i Bathurst och inledde genast en utredning. Han lät suspendera stins Higgs då han hade brutit mot regelverket med working orders. I sin rapport påpekade Vernon det väsentliga i att följa gällande regelverk och passade på att yrka för införandet av staff och ticket. Higgs utnyttjade sin rätt att överklaga beslutet till Rae, som sökte råd hos sin vän Whitton. Även denna gång sökte Whitton råd hos Mason och båda fördömde Vernons handling. Rae gick med på deras linje och beordrade Vernon att häva Higgs suspension och istället suspendera Pass. Vernon menade att en sån handling skulle göra att man ignorerade regelverket och äventyra säkerheten. Rae lät suspendera Vernon när han vägrade utföra ordern.
Vernon överklagade beslutet till järnvägsministern, Edward Combes, som gick med på Raes linje att det tidigare regelverket var tillräckligt och att Vernon borde suspenderas. Vernon nedgraderas till traffic auditor den 17 november och den 22 november drogs working orders in i samband med en återgång till det tidigare regelverket, detta samma dag som Higgs befordrades till trafikansvarig för Main Western Railway.

### Tillbudet i Jerrawa (tidigt december 1877)
Klockan 01.45 den 4 december lade föraren av ett persontåg annalkande Jerrawa, beläget på Main Southern Railway, märke till ett mötande godstågs strålkastare. Persontågsförare trodde först att godståget stod på mötesspåret men insåg senare att godståget befann sig på huvudspåret och bromsade in för att undgå en krock. Tillbudet föranledde Charles Goodchap, som var secretary for railways, att skriva till Rae där han menade att regelverket var för allmänt till sin natur och yrkade för ett återinförande av working orders. Rae svarade genom att låta Mason och tillförordnad trafikansvarig Carilse utreda händelsen. Mason angav i sin rapport avlämnad den 8 januari 1888 att han fann det hela "en frivol affär" och konstaterade att det inte förelåg en risk för kollision mellan tågen då alla inblandade parter visste att tågen skulle möta i Jerrawa. Mason menade även att persontågsföraren stannade minst 150 yard (drygt 137 meter) ifrån godståget eftersom han var osäker på vilket spår godståget befann sig och att han ansåg att händelsen "inte förtjänad vidare anmärkning". I ett svar till ministern den 10 december kommenterade Whitton att det vid tillfället gällande regelverket "inte krävde vidare instruktion för att upprätthålla säker trafikledning."

### Ny ledning (december 1877–januari 1888)
Efter att den då fyra månader gamla regeringen störtades hölls nyval och en ny regering bildades 18 december 1877. John Sutherland blev järnvägsansvarig och utsåg Charles Goodchap till järnvägskommissarie den 18 januari 1878. Combes hade lämnat en rekommendation till sin efterträdare att inte återställa Vernon till sin tidigare tjänst då detta skulle vara "subversiv mot disciplinen och verka demoraliserande för hela järnvägsväsendet". Sutherland utredde händelserna och ogillade såväl Combes råd som Whittons förklaring. Sutherland menade att Whittons kompetensområde var ingenjörsvetenskap och att problemets krux låg i trafikledning. Samtidigt som Sutherland utsåg Goodchap till kommissarie befordrade han Vernon till secretary for railways, hävdes Pass' suspension och lät Mason degraderas. Whittons ansvarsområde begränsades till endast anläggningen av nya järnvägar.
Samma dag som han utsågs till järnvägskommissarie lät Goodchap revidera regelverket och lämnade tre dygn senare över ett nytt förslag till Sutherland. De nya reglerna kunde inte träda i kraft förrän att de hade godkänts av regeringen, något som förväntades ske den 4 februari. Regeringen meddelade emellertid i januari att den avsåg att godkänna förslaget och lät trycka nya regelböcker.

## Olycksplatsen
Järnvägen Main Western Railway mellan Penrith och Wentworth Falls invigdes 22 juli 1867. Efter Penrith går järnvägen på en bro över floden Nepean River och fortsätter mot Emu Plains. Nästan en engelsk mil (nästan 1,6 kilometer) efter Emu Plains passerar järnvägen norr om begravningsplatsen Emu Plains General Cemetery och det var utanför denna begravningsplats som krocken inträffade. Efter detta började banan stiga i en 1,75 engelska mil (drygt 2,8 kilometer) lång lutning på 33 promille. En ny bansträcka med en mindre brant lutning invigdes 1913.

## Händelseförlopp
Ett uppgående specialgodståg avgick Mount Victoria klockan 19.47 den 30 januari 1878 i riktning mot Sydney. Tåget bestod av ett ånglok, nummer 52 (littera I-48, tillverkat 1875), och 13 godsvagnar lastade med stenkol och lerskiffer. Tågets besättning utgjordes av lokförare John Egan, eldare John Larking, biträdande tågmästare Herbert Brady, samtliga åkande på loket, och tågmästare George Purdue. När tåget passerade Blue Mountain (senare Lawson) växlade Purdue ord med John King, tjänstgörande vid Blue Mountain, som sedan meddelade stationen i Penrith att specialtåget skulle invänta tågmöte vid Wascoe's Siding.
Ett nedgående godståg med tågnumret 16 avgick Sydney klockan 21.00 mot Bathurst. Tåget bestod av ångloket 103 (littera A-93, tillverkat 1877) och 22 godsvagnar, bland dem en godsfinka lastad med svartkrut. Tågets besättning utgjordes av lokförare Michael Stevenson, eldare John Wiggins och tågmästare Richard Elley längst bak i tågmästarens vagn. För att hjälpa tåget köra uppför backen anordnades i Penrith ett hjälplok för att skjuta på bakifrån. Med beskedet från Blue Mountain signalerade stinsen i Penrith till Elley klart för avgång, varpå Elley signalerade föraren som visslade för att bekräfta beskedet.
Stevenson uppskattade att hans tåg körde i 35 miles per timme (drygt 56 km/h) när han på spåret framför sig såg ett svagt sken. Tillsammans kom Stevenson och Wiggins fram till att måste vara ett tåg då det omöjligen kunde vara ett person hållande i en lykta och tillsatte bromsen. Loken krockade nära Emu Plains General Cemetery och tillsammans med flera vagnar från båda tåg välte nedför banvallen. Elden från loken spred sig till kolet och skiffern.

## Räddning och röjning
Hjälplokföraren bromsade in och kunde sedan dra de vagnar som ingick i tåg 16 men inte spårat ur, bland dem krutvagnen, bort från lågorna. Han körde därefter tillbaka till Penrith för att larma om olyckan. De två tågmästarna gick fram till vraket för att leta efter lokbesättningen. Eldare Wiggins hade avlidit omedelbart vid krocken. Förare Egan hittades vid medvetande men avled kort efteråt. Ett lok med en polis och några man ryckte ut från Penrith. Biträdande tågmästare Brady hade hoppat från loket och hittades inte förrän polisen hade anlänt. De stympade resterna av Brady hittades nedgrävda under bråten. De två överlevande, förare Stevenson och eldare Larking, fick vård på olycksplatsen av en läkare som begivit sig dit från sin närbelägna bostad, varefter de transporterades till Penrith och vidare till Sydney för fortsatt vård. För att röja undan vraket skickades ett specialtåg från Sydney klockan 2 på morgonen dygnet därpå, som efter att ha stannat i Penrith för att hämta arbetskraft, anlände  till olycksplatsen strax innan gryningen. Båda loken och sammanlagt 14 vagnar i det förolyckade tåget förstördes  och kostnaden för skadorna uppgick till 12 000 pund.

## Utredningar och rättegång

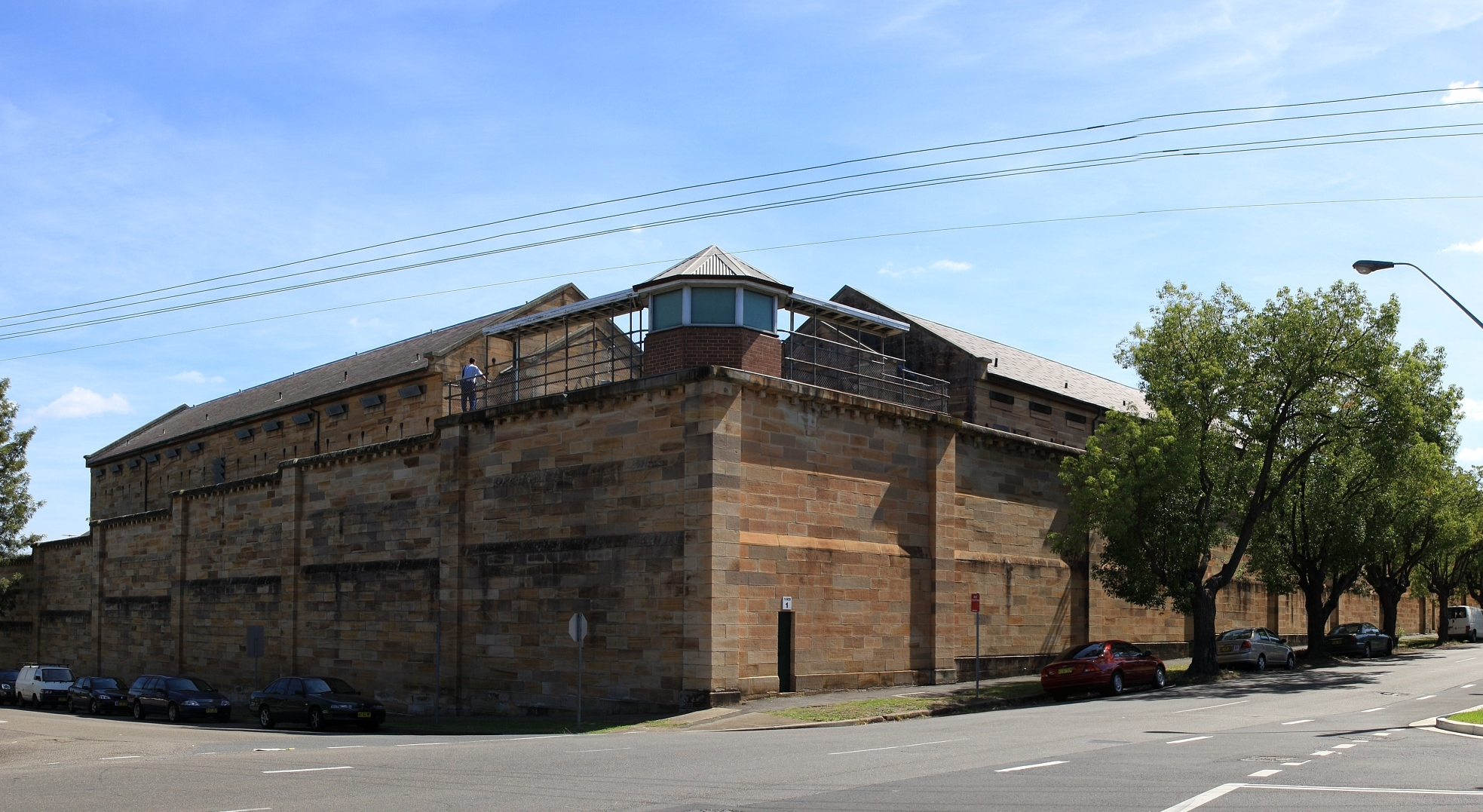
Fängslet Parramatta Gaol, där Purdue avtjänade sitt straff, sett 2009.

Den 31 januari 1878 höll coroner J. K. Lethbridge en utredning inför en jury. Utredningen pågick i drygt åtta timmar och flera personer vittnade om bland annat gångtider, trafikledning och säkerhetssystem. Stinsen i Penrith vittnade att han mottagit ett meddelande från Blue Mountain klockan 22.10 att specialtåget hade passerat klockan 22.05 och att tåget skulle invänta tågmöte vid Wascoe's Siding. Han bekräftade att banan var fri för tåg 16 att köra till Wascoe's Siding och berättade för tågmästare Elley att hans tåg skulle möta specialtåget vid Wascoe's Siding. Purdue, Efter att ha upplysts av coronern om att han inte var förpliktigad att säga något som kunde vara graverande för honom vittnade Purdue att han trodde att hans tåg hade lagom med tid för att hinna till Penrith innan tåg 16 avgick och att han sa detta till King när tåget passerade Blue Mountain. Juryn bedömde att Purdue var ansvarig för olyckan och han åtalades för dråp.
Järnvägsväsendet gjorde också en utredning. Inför utredningen vittnade John King att när specialtåget passerade Blue Mountain gick han ombord i tågmästarvagnen och samtalade med Purdue. Enligt King hade Purdue sagt att tåget skulle vänta vid Wascoe's Siding, varpå King upprepade "Wascoe's" och Purdue replikerade att han inte hade som avsikt att fortsätta bortom Wascoe's Sidings. Purdue närvarade vid utredningen utan att vittna. Ett vittnesmål som påstods att ha avgivits efter olyckan presenterades där Purdue sa till King att hans tåg skulle möta godståget i Emu Plains. Enligt vittnesmålet hade Purdue konstaterat att specialtåget passerade Blue Mountain klockan 21.42, inte klockan 22.05 som andra hävdade. Gängse gångtid mellan Blue Mountain och Emu Plains, där tåg 16 tidtabellen enligt skulle passera klockan 23.06, var 90 minuter. Under utredningens gång kom det inte fram vem eller vilka hade beslutat att inte invänta tåg 16 vid Wascoe's Siding.
Rättegången hölls den 19 februari 1878 i Central Criminal Court. Målsägande var New South Wales företrätt av attorney generalen. Även här valde Purdue att tiga medan hans advokat menade att det var järnvägskommissarien som borde åtalats. Försök från den tilltalades håll att få Vernon att vittna avslogs av attorney generalen. Purdue dömdes den 21 februari till två års fängelse och straffarbete i fängslet Parramatta Gaol.

## Efterspel
I det nya regelverket 1878 ingick systemet staff och ticket och detta system var i omfattande användning på Main Western Railway inom två år. Ett system för att automatiskt skriva av telegrafmeddelanden kom också att införas. Den 26 december 1879 inträffade en krock vid Parramatta mellan två persontåg. Med trafikansvarige Carlisle bredvid honom på loket hade en förare skyndat sitt persontåg mot Parramatta där han väntade att spåret skulle vara fritt. Hans tåg var tidigt och det fanns ett annat tåg vid perrongen, föraren hann inte bromsa och krockade med det stillastående tåget bakifrån. Vernon utredde olyckan och utöver att suspendera föraren rekommenderade han även att Carlisle skulle degraderas till traffic auditor, samma position som Vernon hade nedgraderats till efter tillbudet i Bathurst. Sitt ämbete som secretary for railways behöll Vernon fram till han pensionerade sig i augusti 1889.

## Fotnoter
1. ↑  Staff and ticket är ett säkerhetssystem för järnväg som avser att förhindra krockar mellan tåg i olika riktningar genom att tåg måste ha med sig en stav, som på engelska kallas staff, för att kunna trafikera en sträcka. Det finns en stav för varje sträcka.[4]
2. ↑  Tåganmälan är ett exempel på ett telegrafsystem.
3. ↑  Ett uppgående tåg är ett tåg som körs i riktning mot Sydney. Nedgående tåg körs i motsatt riktning.
4. ↑  Enligt Pearce hade hans huvud skiljts från kroppen.[27]
5. ↑  Ämbetets titel ändrades 1888 till secretary to the commissioners då den enskilda kommissarien ersattes av tre kommissarier.[38]